# Болгарія в Другій світовій війні

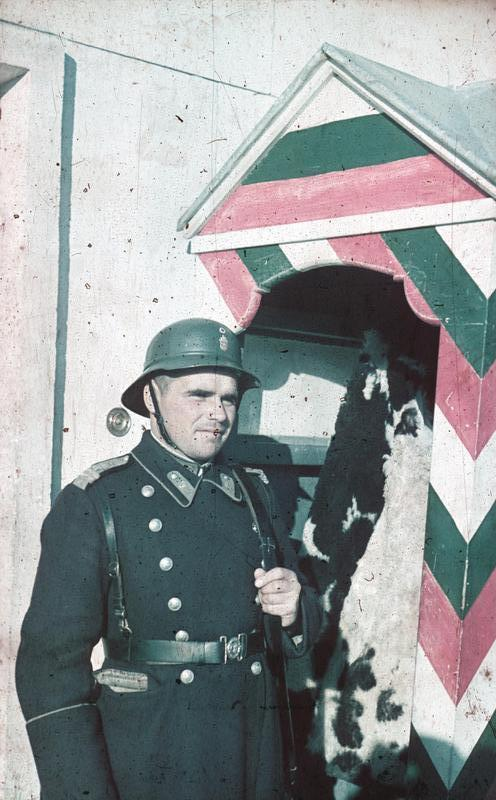
Болгарський солдат на посту. Софія, 1942

Болгарія офіційно вступила у Другу світову війну на боці країн Осі 13 грудня 1941 р., оголосивши війну США і Великій Британії, проте була єдиною союзницею Німеччини, яка не воювала проти СРСР.
У вересні 1944 року театр військових дій перемістився до Болгарії, в країні стався державний переворот. Ряд діячів пронімецького режиму, включаючи князя Кирила, прем'єр-міністра Богдана Філова були заарештовані і розстріляні, а до влади прийшов уряд Вітчизняного фронту на чолі з Кімоном Георгієвим. Уряд Георгієва оголосив війну Німеччині, а болгарська армія взяла участь у боях з німецькими військами. Після війни була проголошена Народна Республіка Болгарія.

## Передісторія. Зближення з країнами Осі
Зближення Болгарії, Італії та нацистської Німеччини почалося вже в 1930-і роки і значно посилилося після військового перевороту 19 травня 1934 р.. Почалася моторизація війська та було створено 1-шу танкову бригаду:
- у 1934 р військове міністерство Болгарії ухвалило рішення придбати в Італії 14 танкеток CV-33, 14 важких вантажівок-транспортерів танкеток «Рада», зенітні установки та інше військове майно загальною вартістю 174 млн левів на умовах кредиту терміном на 6-8 років. 1 березня 1935 у порт Варна прибув перший транспорт з технікою;
- з 1935 р. болгарська політична поліція вела спостереження за радянським посольством у Софії[2].
- у 1936 році Німеччина продала для ВПС Болгарії 12 літаків Heinkel He 51, крім того, в 1936 р. були подаровані 12 винищувачів Arado Ar 65 і 12 бомбардувальників Dornier Do 11.
- пізніше з Італії було поставлено 50 артилерійських тракторів-тягачів Р-4-100W «Pavesi».

31 липня 1937 року урядом Болгарії була прийнята програма переозброєння армії, її фінансування взяли на себе Англія і Франція, які надали Болгарії позику в розмірі 10 млн доларів.
12 березня 1938 року Німеччина надала Болгарії позику в розмірі 30 млн рейхсмарок на закупівлю зброї.
1 серпня 1938 року були підписані Салонікські угоди, відповідно до яких з Болгарії зняли обмеження на збільшення армії, а також дозволили ввести болгарські війська в раніше демілітаризовані зони на кордонах з Грецією і Туреччиною.
Ще до початку Другої світової війни в Болгарії почалася пронімецька і нацистська пропаганда — в 1938 році почалося видання щоквартального журналу «Батьківщина», в якому пропагувалися ідеї фашизму і расова теорія. Керівництво виданням журналу здійснювали професор Б. Йоцов (з 1940 по 1 червня 1944 один з керівників міністерства освіти) і професор Б. Філов (у 1940—1944 рр. очолював уряд Болгарії).
З 1938 року при німецькому посольстві в Софії діяло представництво абвера — «Kriegsorganisation Bulgarien». Крім того, в Болгарії почала діяти «Німецько-болгарська культурна ліга», керівником якої був группенфюрер військ СС фон Маслов.
Після окупації Чехословаччини в березні 1939 року Німеччина почала поставки для болгарської армії трофейної зброї чехословацького виробництва: 12 бомбардувальників Aero MB.200, 32 бомбардувальника Avia B.71, 12 винищувачів Avia 135, винищувачі Avia B.534, стрілецька зброя та ін.
У 1939 році товарообіг з Третім Рейхом становив 2/3 від обсягу зовнішньої торгівлі Болгарії, німецьким компаніям належали акції низки болгарських підприємств.
На початку 1940 року в Болгарії було відкрито ще одне представництво абверу — «Абверштелле „Софія“» (польова пошта № 11796с), що отримало неофіційну назву «бюро Деліуса» (його керівником був співробітник відділу «Абвер — закордон» майор Отто Вагнер, акредитований у Болгарії як «доктор Отто Деліус, торговий аташе при посольстві Німеччини в Софії»). Співробітники резидентури і завербовані ними агенти діяли під виглядом працівників 30 торгових фірм, підприємств чи громадських організацій — таких, як німецька транспортна компанія «Транспорт штелле», акціонерне товариство «Соя», акціонерне товариство «Орел» та ін.
Наприкінці грудня 1939 року в прикордонній зоні почалося розгортання 2-й болгарської армії, в 1940 році був створений «Фронт прикриття» (Прікріващ фронт).
У середині травня 1940 з дозволу розвідувального відділу Міністерства оборони Болгарії на території Болгарії під виглядом «метеорологічних станцій» були відкриті три центри радіоперехоплення абверу, що знаходилися в оперативному підпорядкуванні «бюро Деліуса» — в Софії (26 осіб), у Варні (18 осіб) і в Бургасі (9 осіб).
29 липня 1940 аташе поліції при німецькому посольстві в Софії був призначений Ф. Панцінгер, у завдання якого входило «консультування болгарської поліції».
У серпні 1940 року Болгарія пред'явила територіальні претензії Румунії, зажадавши повернення південної частини нагір'я Добруджа, втраченої в результаті поразки у Другій Балканській війні в 1913 р. За пропозицією Німеччини та Італії питання про територіальні претензії Румунії з боку Болгарії та Угорщини було передане на розгляд спеціального Міжнародного арбітражного суду у Відні.
7 вересня 1940 було підписано Крайовський договір, відповідно до якого Болгарія отримала назад необхідні території.
17 жовтня 1940 Німеччина офіційно запропонувала Болгарії приєднатися до Берлінського пакту.
28 жовтня 1940 Італія почала вторгнення в Грецію. Відповідно до угоди 1939 року 1 листопада 1940 частини британського експедиційного корпусу почали прибувати на грецькі острови Крит і Лемнос. Ці події змінили співвідношення сил в регіоні. Англійські бомбардувальники з грецьких аеродромів могли при необхідності завдати ударів по нафтопромислам Плоєшті в Румунії, які були одним з основних джерел палива для військової машини Третього рейху. 12 листопада 1940 Гітлер підписав директиву № 18 про підготовку військової операції проти Греції з використанням території Болгарії як плацдарму.
Проте Греція була занадто далеко від кордонів Німеччини і тому спочатку турбувалися заручитися підтримкою ряду східноєвропейських держав, які б пропустили німецькі війська через свою територію. 20-24 листопада 1940, під тиском з боку Німеччини, до тристороннього військово-політичного пакту «Рим — Берлін — Токіо» приєдналися Угорщина, Румунія і Словаччина, однак болгарський цар Борис III ще роздумував, зробити йому те ж саме чи ні.
24 листопада 1940 уряд СРСР запропонував Болгарії укласти пакт про взаємодопомогу. БРП (к) надала всебічну допомогу радянським дипломатам, розгорнувши всенародну Соболевську акцію, за яку багато болгарських комуністів були репресовані за законом про захист держави.
До цього часу Гітлер вже не міг розраховувати на союз з Туреччиною і Грецією. Його єдиним союзником на Балканах була Румунія, яка мала спільний кордон з СРСР і перебувала досить далеко від Босфору і Дарданелл.

## Участь у війні на боці Третього рейху

### Грудень 1940— травень 1941

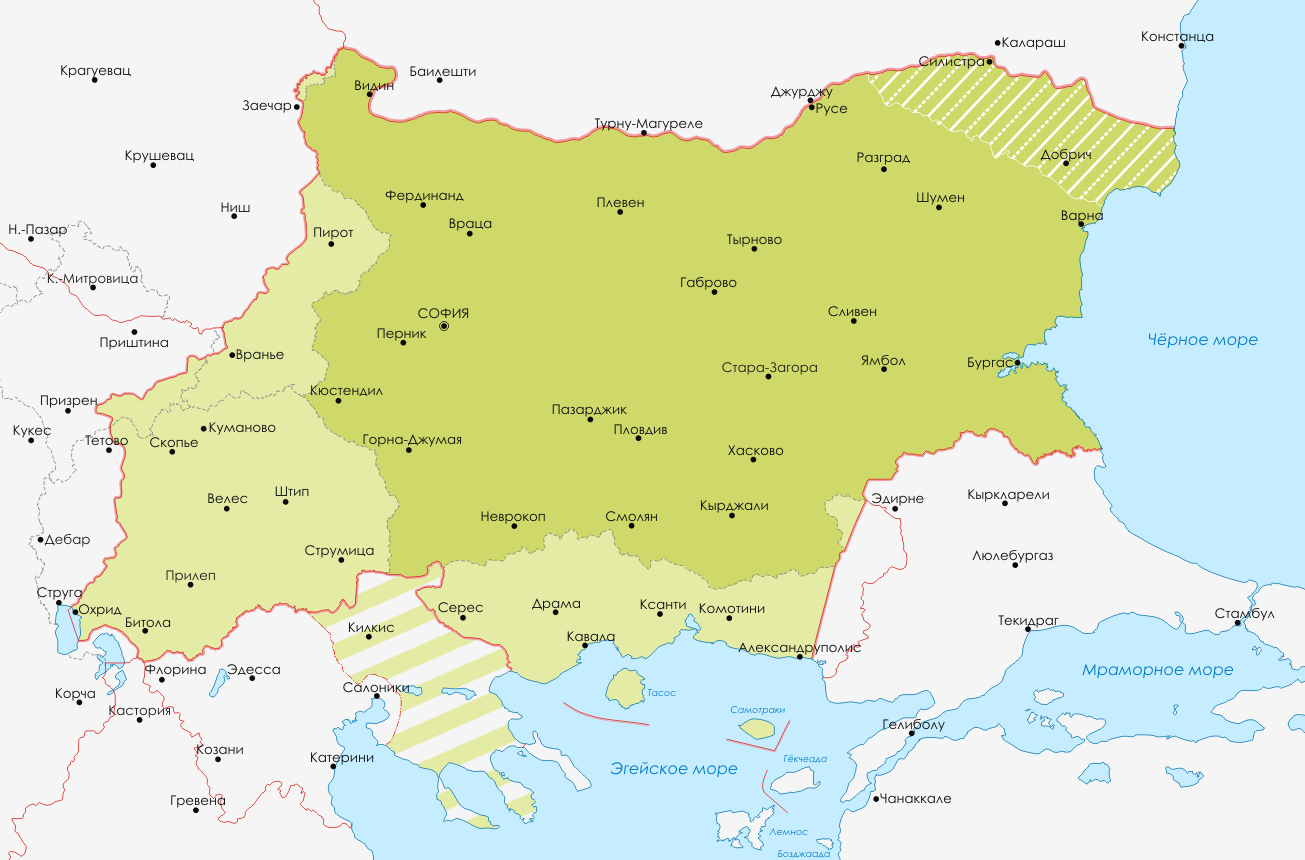
Карти Болгарії під час Другої світової війни

У 1940 році німці почали переобладнання портів Варна і Бургас для розміщення бойових кораблів. Взимку 1940—1941 рр. в Болгарію направили спеціальну групу радників люфтваффе (у розпорядженні якої були навчальні літаки, літаки зв'язку і 10 винищувачів «Messerschmitt Bf 109»), чиїм головним завданням було організувати підготовку болгарських аеродромів до прийому німецьких літаків. Одночасно в Болгарії почалося будівництво мережі нових аеродромів, загальне число яких повинно було досягти п'ятдесяти.
13 грудня 1940 Гітлер підписав директиву № 20 про розробку плану вторгнення в Грецію, що отримав кодове найменування операція «Маріта» (die Weizung Nr.20a «Marita»). План передбачав, що 12-а польова армія повинна за підтримки 8-го авіакорпусу почати наступ на Грецію з території Болгарії.
До початку січня 1941 позиція Болгарії залишалася невизначеною, однак частини вермахту, що почали концентруватися на румуно-болгарському кордоні, стали вельми серйозним аргументом для царя Бориса III.
1 січня 1941 прем'єр-міністр Болгарії Богдан Філов таємно прибув до Австрії нібито для лікування, 3 січня він зустрівся інкогніто з Йоахімом фон Ріббентропом в залізничному вагоні на вокзалі в Зальцбурзі, після чого 4 січня обидва зустрілися з Гітлером у Берґгофі. На переговорах 3-4 січня 1941 сторони обговорили попередні умови приєднання Болгарії до Троїстого пакту. Ріббентроп і Гітлер домоглися згоди болгарського прем'єр-міністра, а той, у свою чергу, домігся згоди болгарського царя на підтримку Троїстого пакту, хоча Борис III коливався до останнього і, за визнанням самого Б. Філова, говорив, що «волів абдикірувати і кинутися в обійми Росії, хоча це означало більшовизувати Болгарію».
У січні 1941 року в Софії була відкрита спеціальна німецька транспортна служба, а 24 об'єкти транспортної інфраструктури на території Болгарії взяли під охорону німецькі охоронні команди (в уніформі військовослужбовців болгарської армії). 2 лютого 1941 Болгарія і Німеччина підписали протокол про розміщення німецьких військ на території Болгарії. У лютому 1941 року відбулися переговори представників болгарського генерального штабу та німецького військового командування, на яких Болгарія відмовилася узяти активну участь у бойових діях проти Греції та Югославії, але погодилася використовувати свої прикордонні війська, щоб зайняти їх прикордонні території, а також зобов'язалася висунути шість дивізій до кордону з Туреччиною.
1 березня 1941 у Відні були підписані документи про приєднання Болгарії до пакту «Рим — Берлін — Токіо».
2 березня 1941 німецька 12-а армія вступила на територію Болгарії з території Румунії, на території країни були розміщені підрозділи 8-го авіакорпусу люфтваффе. У відповідь 5 березня 1941 року Велика Британія розірвала дипломатичні відносини з Болгарією.
25 березня 1941 року прем'єр-міністр Югославії Д. Цветкович підписав Віденський протокол про приєднання країни до пакту «Рим — Берлін — Токіо», проте це рішення викликало масові протести і обурення населення Югославії. 27 березня 1941 року в результаті військового перевороту уряд князя-регента Павла було скинуто, а новий уряд генерала Д. Сімовича оголосив про розрив союзу з Третім рейхом. Ці події викликали занепокоєння царя Бориса, який звернув увагу німецького військового командування на можливу загрозу правому флангу німецької 12-ї польової армії з боку югославської армії.
4 квітня 1941 уряд Болгарії почав мобілізацію шести дивізій, але повідомив німцям, що болгарські війська не братимуть участі у війні проти Югославії.
Вранці 6 квітня 1941 почалося німецьке вторгнення в Югославію і Грецію. Болгарія була союзником Третього рейху і надала свою територію для розміщення німецьких військ і авіації, проте болгарські збройні сили не брали участі в бойових діях. В цей же час югославські і англійські літаки зробили кілька нальотів на болгарські прикордонні міста, викликавши паніку серед місцевого населення.
19-20 квітня 1941 року, відповідно до угоди між Німеччиною, Італією і урядом Болгарії, частини болгарської армії без оголошення війни перетнули кордони з Югославією і Грецією та окупували території в Македонії та Північній Греції.

### Червень 1941— Вересень 1944
Після нападу на СРСР в червні 1941-го Гітлер неодноразово вимагав від царя Бориса відправки болгарських військ на Східний фронт. Однак, побоюючись зростання промосковських настроїв, цар ухилявся від виконання цієї вимоги. Проте участь болгар у боротьбі проти грецького і югославського Рухів опору вивільнили німецькі дивізії для відправки на Східний фронт.
З 17 липня 1941 року в порту Варни перебував хорватський морський батальйон, який проходив тут навчання під командуванням німецьких інструкторів, а 22 вересня він уже був направлений для участі у війні проти СРСР. 13 грудня 1941 цар Борис III поступився німецьким вимогам, і Болгарія оголосила війну США та Великій Британії.
Москва, офіційно не перебуваючи у стані війни з Болгарією, спробувала всіляко активізувати комуністичний партизанський рух у Болгарії. Підводними човнами і літаками на територію Болгарії нелегально було перекинуто 55 комуністичних десантників. Один із підводних човнів, Щ-204, 6 грудня 1941 року болгарські сторожові кораблі потопили в районі Варни. Екіпаж із 46 людей на чолі з капітан-лейтенантом Іваном Гриценком загинув. Ще два радянські підводні човни, С-34 і Щ-211 підірвалися на мінах і затонули в болгарських територіальних водах в листопаді 1941-го.
Парашутисти мали організувати терор і диверсії проти німецьких військ, поліції та членів уряду. Проте диверсанти не мали навіть цивільного одягу і стійких зв’язків. У ході «Соболевської акції» болгарська поліція виявила майже всю радянську і комуністичну агентуру та знешкодила її. У червні 1942 року в Софії відбувся Процес парашутистів. 18 з 27 підсудних було розстріляно, у тому числі керівник Військової комісії ЦК БКП полковник Цвятко Радойнов. У липні було розстріляно ще шістьох членів ЦК БРП. Партизанські загони не могли вплинути на ситуацію в Болгарії. Вони були або знищені, або блоковані в горах. За 1941—1943 роки було розгромлено 378 загонів і підпільних груп.
Втрати болгарських військ під час несення окупаційної служби в Югославії та Греції в 1941—1944 роках, головним чином у результаті зіткнень з місцевими партизанами, склали близько трьох тисяч убитих. Крім того, 2320 болгарських комуністичних партизанів і підпільників було вбито в бою, 199 осіб страчено. У зіткненнях з ними болгарська армія і поліція втратила близько 800 осіб. Протягом війни болгарські льотчики збили 117 літаків західних союзників, які здійснювали авіанальоти на цілі в Болгарії і нафтові родовища в Румунії.
Мирне населення Болгарії зазнало значних втрат під час нальотів авіації Західних союзників на Софію та інші болгарські міста. Так, 10 січня 1944 року, яке болгари називають «чорним понеділком», під час нальоту американських і британських літаків, загинуло 750 і було поранено 710 людей, зруйновано 4100 будівель. Після цього з Софії виїхало 300 тисяч жителів. Не менш сильний наліт на болгарську столицю було здійснено 30 березня 1944 року, коли в місті було відмічено близько двох тисяч пожеж. У Софії майже не було підвалів і бомбосховищ, що збільшувало число жертв. Загалом у 1943—1944 роках союзна авіація зробила над територією Болгарії близько 23 тисяч вильотів. На 186 болгарських населених пунктів було скинуто 45 тисяч тонн фугасних і запальних бомб. Було знищено 12 тисяч будівель, загинуло 4208 і було поранено 4744 особи.

## Перехід на бік Антигітлерівської коаліції
Наприкінці серпня 1944 року з війни з СРСР вийшла Румунія. Німецькі частини використовували територію Болгарії для відступу, причому болгарські війська не перешкоджали їх руху.
Ще 18 травня 1944 року уряд СРСР зажадав від Болгарії припинити надання допомоги німецькій армії. 12 серпня він повторив свою вимогу.
26 серпня 1944 року уряд Болгарії оголосив про повний нейтралітет і зажадав виведення німецьких військ із країни. 5 вересня СРСР розцінив діяльність уряду Болгарії як продовження співпраці з Німеччиною (на той час на території Болгарії налічувалося 30 тис. німецьких військовослужбовців) і оголосив, що перебуває у стані війни з Болгарією.
8 вересня 1944 року війська Червоної армії вдерлися на територію Болгарії, увечері того ж дня комуністична опозиція здійснила державний переворот, встановивши уряд Вітчизняного фронту. 28 жовтня 1944 року в Москві представниками СРСР, Великобританії та США було підписано угоду про перемир'я з Болгарією. Відповідно до нього частини болгарської армії спільно з Червоною армією брали участь в військових операціях проти німецьких військ на території Югославії, Угорщини та Австрії. У боях проти нацистів загинуло 33 тис. болгарських солдатів.
У той же час частина болгарських солдатів і офіцерів залишилася на боці Німеччини, і у вересні 1944 року з них була сформована Болгарська протитанкова бригада військ СС (1-ша болгарська) (понад 700 чоловіків).